# Harmonie světa
Harmonie světa (v německém originále Harmonie der Welt) je méně známou operou německého skladatele Paula Hindemitha.

## Z inscenační historie
Opera nepatří mezi příliš uváděná díla a to ani v německých zemích, kde má divák možnost operu vzhlednout maximálně jednou za život. O to víc možná na první pohled překvapí, že v rakouském Linci byla uvedená již potřetí. Je však třeba připomenout, že Linec je jedním z měst, kde se děj opery odehrává. Premiéra v Musiktheater se uskutečnila, jako rakouská premiéra, v roce 1967 (deset let po premiéře v Mnichově pod taktovkou autora), dále pak roku 1980 a naposledy v roce 2017.
V Čechách opera zatím nikdy uvedena nebyla.

## Stručný obsah opery
Tématem libreta je tak Keplerovo a Valdštejnovo hledání kosmické harmonie na pozadí třicetileté války (1618–1648). Opera představuje jakousi fresku ze života astronoma Johannesa Keplera a předestírá některé zásadní a nadčasové otázky týkající se filozofie, politiky a etiky. Do popředí děje opery se dostává i Albrecht z Valdštejna (v díle Wallenstein), generál věřící hvězdám a démon, který se stává přímým Keplerovým protihráčem.

## Zajímavost
Jedním míst, kde se děj opery odehrává, je Praha.

## Nahrávky
V rámci Edition Paul Hindemith, operu vydala společnost Wergo a Division Schott Music et Media prostřednictvím kompletu trojice CD pod taktovkou Marka Janowského